# Raffinerie d'Arzew
La raffinerie d'Arzew est une raffinerie de pétrole située à Arzew en Algérie. Elle est construite en 1972.
Située au bord de la mer, elle bénéficie du trafic maritime du port d'Arzew et peut ainsi accueillir des pétroliers à fort tonnage. Elle a une capacité de traitement d'environ 54 000 barils par jour, ce qui en fait la troisième plus grande raffinerie en Algérie, cette raffinerie est actuellement exploitée par Sonatrach.

## Historique
La raffinerie d'Arzew a été réalisée dans le cadre du premier plan quadriennal entre  1970 et 1973. Troisième raffinerie du pays après celles d'Alger et de Hassi Messaoud.
Elle a été conçue pour traiter le pétrole brut de Hassi Messaoud et le brut réduit importé pour la production des bitumes, et cela pour satisfaire des besoins de consommation en carburants, lubrifiants et bitumes du marché national et exporter les produits excédentaires (naphta, kérosène, gasoil).
La construction du complexe a été confiée à la société japonaise Japan Gazoline Company (JGC Corporation). C'est l'entreprise Naftec, issue de la restructuration de la Sonatrach qui gère la raffinerie d'Arzew. La pose de la première pierre a eu lieu le 19 juin 1970, le démarrage des unités a été lancé à partir du mois de juillet 1972 pour les utilités et en mars 1973 pour l'ensemble dans autres unités.
Entre 1975 et 1977, extension de la raffinerie en augmentant ses capacités de production des bitumes routiers de 65 000 à 120 000 t/an, et des bitumes oxydés de 5 000 à 20 000 t/an afin de répondre à la demande du marché. 
En 1984, la réalisation d'une nouvelle chaîne de production de lubrifiants pour une capacité de production de 120 000 t/an.
En 2008, début des travaux de  réhabilitation de la raffinerie pour augmenter la capacité de traitement du pétrole brut de 2,5 millions tonnes à 3,75 millions de tonnes par an, installation de nouvelles unités pour la fabrication d'essence sans plomb.

## Situation géographique
La raffinerie d'Arzew est située dans la zone industrielle sur le plateau d'El Mahgoune à deux kilomètres de la ville d'Arzew et environ 40 kilomètres de la ville d'Oran.
Elle occupe 170 hectares et se situe au voisinage du port d'Arzew, lui permettant les enlèvements par bateau.

## Activités
La raffinerie d'Arzew traite 3.5 millions de tonnes par an de pétrole brut saharien et 280 000 tonnes de pétrole importé. La production respecte la norme Euro Vet la capacité annuelle de production des différentes unités est de :
- 15 000 tonnes de propane ;
- 70 000 tonnes de butane ;
- 70 000 tonnes d'essence super ;
- 490 000 tonnes d'essence normale ;
- 160 000 tonnes de naphta ;
- 120 000 tonnes de kérosène ;
- 980 000 tonnes de gazole ;
- 550 000 tonnes de fioul BTS ;
- 70 000 tonnes de fioul HTS ;
- 160 000 tonnes de lubrifiant ;
- 70 000 tonnes de graisse ;
- 4 000 tonnes de paraffines ;
- 120 000 tonnes de bitumes routiers ;
- 20 000 tonnes de bitumes oxydés.

## Principales unités
Le complexe est constitué de plusieurs zones ayant des activités spécifiques :

### Utilités Zone 3
Cette zone assure le traitement de l'eau, la production et la distribution :
- D'eau distillée ;
- D'eau de refroidissement ;
- De vapeur d'eau ;
- D'électricité ;
- D'air comprimé.

### Carburants Zone 4
- Unité 11: topping ou distillation atmosphérique ;
- Unité 12: reforming catalytique ;
- Unité 13: gas plant ou traitement des gaz de pétrole liquéfié.
- Unité 17: Isomérisation catalytique;
- Unité 18: Huile chaude "hot oïl".

### Huiles de base Zone 7
- Unité 21 : distillation sous vide ;
- Unité 22 : désasphaltage au propane ;
- Unité 23 : extraction des aromatiques au furfural ;
- Unité 24 : déparaffinage au MEC-toluène ;
- Unité 25 : hydrofinishing.

### Huiles finies & graisses Zone 6
- Unité 51: fabrication et remplissage des huiles finies ;
- Unité 52: production et conditionnement des graisses ;
- Unité 53: traitement de la paraffine ;
- Unité 54: moulage de la paraffine.

### Production des bitumes Zone 10
- Unité 14: fabrication des bitumes routiers (flash sous vide) ;
- Unité 15: fabrication des bitumes oxydes ;
- Unité 45: commercialisation des bitumes.

### Utilités Zone 19
- Unité 1100: Production de la vapeur d'eau.
- Unité 1200: Production de l'électricité.
- Unité 1300: Refroidissement et traitement d'eau.
- Unité 1400: Production gaz naturel.
- Unité 1500: Production de l'air service et l'air instrument.
- Unité 1600: Production d'eau distillée.
- Unité 1700: Torche.
- Unité 280  : Production du gaz inerte.

D'autres zones sont des zones de stockage, de conditionnement et d'expédition de produit finis.